# フルクタン β-(2,6)-フルクトシダーゼ
フルクタン β-(2,6)-フルクトシダーゼ(Fructan beta-(2,6)-fructosidase、EC 3.2.1.154)は、(2->6)-β-D-フルクタン フルクトヒドロラーゼ((2->6)-beta-D-fructan fructohydrolase)という系統名を持つ酵素である。
フルクタンの(2->6)-結合β-D-フルクトフラノース残基の非還元末端を加水分解する。
レバン型のフルクタンが最もよい基質となる。